# Observatoire des Pises
L'observatoire des Pises est un observatoire astronomique créé par la Société astronomique de Montpellier et situé près du lac des Pises dans le Parc national des Cévennes, en France. Le Centre des planètes mineures le crédite de la découverte de 48 astéroïdes numérotés entre 1997 et 2009.

## Historique
L'observatoire a vu le jour à l'automne 1985, début des travaux, pour prendre fin en 1987 avec la fin de la construction de la coupole.

## Instruments
- Une lunette de 80 mm
- Un télescope de Newton de 210 mm
- Un T400 Cassegrain
- Un T500 Newton (ces deux derniers se trouvant dans la coupole)

## Astéroïdes découverts
| (16900) Lozère       | 27 février 1998   |
| (18623) Pises        | 27 février 1998   |
| (20488) Pic-du-Midi  | 17 juillet 1999   |
| (24948) Babote       | 9 juillet 1997    |
| (26210) Lingas       | 6 septembre 1997  |
| (31110) Clapas       | 13 août 1997      |
| (31192) Aigoual      | 29 décembre 1997  |
| (33746) Sombart      | 17 juillet 1999   |
| (38237) Roche        | 16 juillet 1999   |
| (44001) Jonquet      | 6 septembre 1997  |
| (46719) Plantade     | 1er août 1997     |
| (52589) Montviloff   | 12 août 1997      |
| (59793) Clapiès      | 16 juillet 1999   |
| (72876) Vauriot      | 20 mai 2001       |
| (82926) Jacquey      | 25 août 2001      |
| (86043) Cévennes     | 16 juillet 1999   |
| (91422) Giraudon     | 16 juillet 1999   |
| (132719) Lambey      | 1er août 2002     |
| (135069) Gagnereau   | 15 août 2001      |
| (153333) Jeanhugues  | 25 juillet 2001   |
| (159409) Ratte       | 16 juillet 1999   |
| (186007) Guilleminet | 18 août 2001      |
| (199949) 2007 HR15   | 21 avril 2007     |
| (212483) 2006 QF82   | 25 août 2006      |
| (221767) 2007 GT32   | 15 avril 2007     |
| (225711) Danyzy      | 17 août 2001      |
| (228168) 2009 SZ188  | 21 septembre 2009 |
| (233522) Moye        | 18 avril 2007     |
| (233660) 2008 QR32   | 27 août 2008      |
| (257195) 2008 QY41   | 29 août 2008      |
| (269700) 1997 PZ3    | 12 août 1997      |
| (278625) 2008 QC40   | 27 août 2008      |
| (295472) Puy         | 26 août 2008      |
| (300258) 2007 HT4    | 18 avril 2007     |
| (304195) 2006 QG82   | 25 août 2006      |
| (333636) Reboul      | 26 août 2008      |
| (335798) 2007 HM15   | 19 avril 2007     |
| (346303) 2008 QZ6    | 25 août 2008      |
| (353549) 2011 SR188  | 24 août 2006      |
| (361183) Tandon      | 24 août 2006      |
| (435552) Morin       | 27 août 2008      |